# عبد الوهاب أبوسعود
عبد الوهاب أبوسعود (1897-1951)، ، فنان، كاتب، ومخرج مسرحي فلسطيني عاش وعمل وتوفي في دمشق، وكان من رواد المسرح في سورية. وقد لمع نجمه في عهد الملك فيصل الأول عندما قدم مسرحية سياسية ساخرة عن جمال باشا، حاكم سورية الأسبق في الحرب العالمية الأولى.

## النشأة
ولِد عبد الوهاب أبو سعود في مدينة نابلس الفلسطينية وكان والده عبد الله شوقي أبو سعود ضابطاً في الجيش العثماني. دَرس في مدارس صيدا وبيروت، ثم انتقل إلى دمشق مع أسرته بعد تعيين أبيه فيها، وسافر بعدها إلى مصر للالتحاق بجامعة الأزهر، تلبية لرغبة أبيه. إرتاد مسارح القاهرة وعمِل مع جورج أبيض لفترة، فاستدعاه والده من القاهرة. عمل في مدارس دمشق واستعان بالطلاب في الأعمال المسرحية. درس مادة الرسم في مكتب عنبر ورسم الكاريكاتير) في مجلة (جراب الكردي).
سافر أبو السعود إلى باريس ودرس الرسم والتصوير الزيتي في أكاديمية الفنون الجميلة بباريس وتخرج عام 1937.

## البداية في مصر مع جورج أبيض
في القاهرة تعرف عبد الوهاب أبو سعود على عالم المسرح، وصار من رواده وعُشاقه. احتضنه النجم اللبناني جورج أبيض، أحد جهابذة المسرح المصري الحديث الذي علّمه أصول التمثيل والغناء والعزف على العود، وعرّفه على روائع المسرح العالمي وعلى أعمال وليام شكسبير. عَمل أبو سعود ممثلاً في القاهرة لفترة وجيزة ثم عاد إلى دمشق ومعه تسجيلات صوتية لأعمال شيكسبير، جميعها بصوت جورج أبيض، ليطرحها على أصدقائه من الفنانين الهواة. قاموا بتأسيس فرقة مسرحية على غرار فرقة جورج أبيض، عَرضت أولى مسرحياتها «شهداء الغرام» على مسرح قصر البلور بحي باب توما بدمشق، من تأليف وبطولة عبد الوهاب أبو سعود. وكان ذلك قبل أسابيع قليلة من اندلاع الحرب العالمية الأولى عام 1914.

## مع فرقة أحمد عبيد المسرحية عام 1915
خلال سنوات الحرب، تعاون أبو سعود مع الفنان الشاب أحمد عبيد، الذي أسس فرقة مسرحية للهواة عام 1915، ضمت شباب من أسر دمشقية معروفة مثل فوزي العظم وعبد الوهاب القنواتي.

## مسرحية جمال باشا السفاح
بعد زوال الحكم التركي وتأسيس حكومة عربية في دمشق عام 1918، بايع السوريون الأمير فيصل بن الحسين حاكماً عليهم، الذي عُرف بقربه من الغرب وإعجابه بالفنون والمسرح. في عهده، قرر أبو سعود إقامة عرض مسرحي يحكي عن مأساة الشعب السوري في زمن جمال باشا، الضابط العثماني الذي حكم البلاد بالحديد والنار وبث الرعب في نفوس الدمشقيين خلال سنوات الحرب العالمية الأولى. طُلب من الروائي معروف الأرناؤوط أن يضع نص المسرحية التي حملت عنوان «جمال باشا السفاح،» وتقدم أبو سعود بدعوة للقصر الملكي، راجياً أن يكون الأمير فيصل على رأس الحضور ليلة العرض الأول. قَبل الأمير الدعوة ونَزل إلى مسرح زهرة دمشق في ساحة المرجة لحضور العرض، الذي لعب فيه أبو سعود دور جمال باشا. قوبل العرض بتصفيق حار من الجمهور، وتحول أبو سعود من بعده إلى نجم مطلق في الأوساط الفنية في سورية.  

## أبو سعود وفيصل بن الحسين
عطف الأمير فيصل على عبد الوهاب أبو سعود، وأوعز إلى وزير المعارف ساطع الحصري أن يستفيد من موهبته، بحكم أن الأمور الفنية في سورية كانت تابعة في حينها لوزارة المعارف، قبل سنوات طويلة من إنشاء وزارة الثقافة التي لم ترى النور حتى قيام الوحدة مع مصر بعد ثلاثة عقود. تم التعاقد معه لإعطاء دروس تمثيل مدفوعة الأجر في مدرسة الملك الظاهر في باب البريد وفي مدرسة مكتب عنبر، كما تم تكليفه بوضع رسومات الشخصيات التاريخية في الكتب المدرسية، مثل صلاح الدين الأيوبي، وهارون الرشيد، وطارق بن زياد.

## أثر وإرث
يُعتبر عبد الوهاب الرائد الثاني للمسرح في سوريا بعد القباني. وهو أول من وضع منهاج علمي لتعليم الرسم في المدارس في سوريا.

## الوفاة
قدّم عبد الوهاب أبو سعود عدداً كبيراً من المسرحيات، الكلاسيكية منها والمعاصرة، لم يبقى منها أي أثر مصور أو مُسجل، وتوفي بعد حضوره عرضاً مسرحياً لمجموعة من طلابه في إحدى كنائس بلودان عام 1951.  